# Augusto Etchécopar

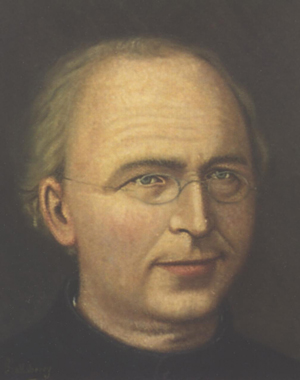
Augusto Etchécopar (1830-1897)

Augusto Etchécopar (Saint-Palais, 30 de maio 1830 – Bétharram, 13 de abril 1897) foi um sacerdote francês, segundo sucessor de Miguel Garicoïts no comando da Congregação dos Padres do Sagrado Coração de Jesus de Betharram. Sua causa de beatificação está atualmente em andamento.

## A vida
Pe. Etchécopar nasceu em Saint-Palais, uma pequena cidade do País Basco francês, sendo o oitavo de cinco irmãos. Logo se manifestou nele a vocação sacerdotal. Estudante em seu povoado natal, ainda como seminarista se tornou professor no colégio de Saint-Palais, como era comum na época. Em 10 de junho de 1854 é ordenado sacerdote na catedral de Bayonne..
Intelectualmente dotado, por expresso desejo do Bispo passou a fazer parte da Sociedade de Estudos Avançados de Oloron, fundada com o objetivo de formar uma elite de padres aos quais seriam confiados os postos mais importantes da diocese. Logo, porém, a sociedade foi dissolvida e seus membros são individualmente admitidos na Sociedade dos Padres do Sagrado Coração de Jesus de Betharram, fundada pelo sacerdote Miguel Garicoits. Assim, em 24 de outubro de 1855, o jovem Augusto Etchécopar pronuncia seus votos no Instituto de Betharram.
Por dois anos, continua a lecionar no colégio Sainte Croix de Oloron, até que, em julho de 1857, o padre Garicoits o chamou a Bétharram, confiando-lhe o delicado cargo de mestre dos noviços. Passou também a ser amigo e confidente do fundador de Betharram até sua morte, em 14 de maio de 1863.
A partir de então, o padre Etchécopar passou a viver na casa mãe do Instituto, a serviço da congregação. Primeiro, como secretario do fundador (1857-1863), depois como secretario geral do Instituto (1863-1873), Assistente geral do padre Chirou (1873-1874) e , por fim, como terceiro superior geral (1874-1897).
De saúde débil, alternou momentos de intensa atividade com longos períodos de enfermidade. Foi durante um desses últimos que veio a falecer, em 13 de abril de 1897. Após sua morte, o Cônego Geral proclamou-o “Segundo Fundador” do Instituto.

## A obra
Segundo a sua biografia, foram sobretudo três os objetivos propostos pelo padre Etchécopar durante sua longa permanência na congregação.
- Em primeiro lugar, ele trabalhou para octer da Santa Sé a aprovação da Congregação e de suas Constituições. De fato, na ocasião da morte do fundador Miguel Garicoits, em 1863, a sociedade dos padres do Sagrado Coração ainda não havia obtido o reconhecimento da Curia Romana, sobretudo por oposição do Bispo local, que não apresentou à Roma o novo Instituto. Somente após longas negociações Etchécopar obteve permissão do Bispo para apresentar as constituições do Instituto e assegurar o reconhecimento oficial, em 30 de julho de 1875, doze anos depois da morte do fundador.

- Uma vez obtida a aprovação romana, Etchécopar empenhou-se no segundo ponto de seu programa: conseguir reconhecimento pela Igreja da santidade de Padre Michel Garicoits. Encarregou um religioso do Instituto, Basilide Bourdenne, de preparar uma biografia do fundador, que apareceu em 1878, sob o título de Vida e Cartas de R. P. Michel Garicoits. Ele mesmo compilou e publicou, em 1890, uma parte das cartas e dos outros escritos do fundador. Entre o final dos anos 80 e inicio dos anos 90 do XIX século, trascorreu em Bayonne o processo informativo diocesano. Somente em 1899, dois anos após a morte de Etchécopar, chegou de Roma o decreto de introdução da causa de Miguel Garicoits, cuja santidade viria a ser reconhecida pela Igreja Católica em 1947.
- Por fim, o terceiro objetivo de Etchécopar foi consolidar, do ponto de vista espiritual e material, a Congregação e suas diversas obras. Inserem-se neste contexto:
  - a correspondencia com os religiosos do seu Instituto.
  - a pregação da animação espiritual, por meio de centenas de conferências e retiros.
  - suas viagens ao exterior, em particular uma viagem para Argentina e Uruguai, entre novembro de 1891 e maio 1892, duas para Belém (1891 e 1893) e oito para Roma.
  - a fundaçao do colegio Saint-Louis em Bayonne (1874), e da comunidade de Belém (1878).

## A causa da beatificação
A causa de beatificação de padre Etchécopar foi iniciada relativamente tarde, em 1935, 38 anos após sua morte, com o processo Ordinário Informativo, ou seja, o processo desenvolvido na diocese de Bayonne pelo recolhimento de testemunhos sobre a vida de padre Etchécopar. Em 14 de dezembro de 1945, a causa é introduzida em Roma e interrompida em outubro de 1964. Somente em 1997 é re-iniciada, com a nomeação de um novo postulador.